# Alveusdectes fenestratus
Alveusdectes fenestratus è un tetrapode estinto appartenente ai diadectomorfi. Visse nel Permiano superiore (circa 256 milioni di anni fa) e i suoi resti fossili sono stati ritrovati in Cina.

## Descrizione
Questo animale è noto solo per un cranio parziale con mandibole, e la ricostruzione dell'aspetto è quindi fortemente basata su animali simili e più conosciuti. Alveusdectes si differenzia da altri diadectidi nell'avere un paio di grandi fori nella parte posteriore del cranio, chiamati finestre suborbitali; queste finestre potrebbero essere stati punti di attacco per i potenti muscoli della mascella. Altre caratteristiche distintive di Alveusdectes includono un grande quarto dente nell'osso dentario della mandibola e una finestra di Meckel allungata, posizionata vicino alla parte posteriore della mandibola. Come tutti i diadectidi, anche Alveusdectes possedeva denti anteriori della mandibola sporgenti all'infuori e simili a incisivi, mentre i denti posteriori erano molariformi. Come altri diadectidi, questo animale era un erbivoro terrestre di grande taglia, capace di mangiare materiale vegetale duro e fibroso. 

## Classificazione
Alveusdectes fenestratus è stato descritto, nel 2015, sulla base di fossili ritrovati nella formazione Shangshihezi, vicino alla città di Jiyuan nello Henan; la formazione contiene i resti di molti altri tetrapodi terrestri compresi pareiasauri, croniosuchi e terapsidi.
Liu e Bever (2015) hanno incorporato Alveusdectes in un'analisi filogenetica dei diadectidi, ed è sembrato più strettamente legato a Desmatodon, Diadectes, e Diasparactus. Poiché Desmatodon è vissuto, circa, 302 milioni di anni fa, il ramo evolutivo che porta ad Alveusdectes deve essere stato isolato dagli altri diadectidi per almeno 46 milioni di anni, creando una lunga stirpe fantasma (ghost lineage) di diadectidi risalente al tardo Carbonifero, per la quale non sono noti fossili. Di seguito è riportato un cladogramma da Liu e Bever (2015) che mostra queste parentele:
|  | Alveusdectes                                               |
|  |                                                            |
|  | Desmatodon                                                 |
|  |                                                            |
|  | \| \| Diadectes \| \| \| \| \| \| Diasparactus \| \| \| \| |
|  |                                                            |
|  | Diadectes                                                  |
|  |                                                            |
|  | Diasparactus                                               |
|  |                                                            |

|  | Diadectes    |
|  |              |
|  | Diasparactus |
|  |              |

|  | Alveusdectes                                               |
|  |                                                            |
|  | Desmatodon                                                 |
|  |                                                            |
|  | \| \| Diadectes \| \| \| \| \| \| Diasparactus \| \| \| \| |
|  |                                                            |
|  | Diadectes                                                  |
|  |                                                            |
|  | Diasparactus                                               |
|  |                                                            |

|  | Diadectes    |
|  |              |
|  | Diasparactus |
|  |              |

|  | Alveusdectes                                               |
|  |                                                            |
|  | Desmatodon                                                 |
|  |                                                            |
|  | \| \| Diadectes \| \| \| \| \| \| Diasparactus \| \| \| \| |
|  |                                                            |
|  | Diadectes                                                  |
|  |                                                            |
|  | Diasparactus                                               |
|  |                                                            |

|  | Diadectes    |
|  |              |
|  | Diasparactus |
|  |              |

|  | Alveusdectes                                               |
|  |                                                            |
|  | Desmatodon                                                 |
|  |                                                            |
|  | \| \| Diadectes \| \| \| \| \| \| Diasparactus \| \| \| \| |
|  |                                                            |
|  | Diadectes                                                  |
|  |                                                            |
|  | Diasparactus                                               |
|  |                                                            |

|  | Diadectes    |
|  |              |
|  | Diasparactus |
|  |              |

|  | Alveusdectes                                               |
|  |                                                            |
|  | Desmatodon                                                 |
|  |                                                            |
|  | \| \| Diadectes \| \| \| \| \| \| Diasparactus \| \| \| \| |
|  |                                                            |
|  | Diadectes                                                  |
|  |                                                            |
|  | Diasparactus                                               |
|  |                                                            |

|  | Diadectes    |
|  |              |
|  | Diasparactus |
|  |              |

|  | Alveusdectes                                               |
|  |                                                            |
|  | Desmatodon                                                 |
|  |                                                            |
|  | \| \| Diadectes \| \| \| \| \| \| Diasparactus \| \| \| \| |
|  |                                                            |
|  | Diadectes                                                  |
|  |                                                            |
|  | Diasparactus                                               |
|  |                                                            |

|  | Diadectes    |
|  |              |
|  | Diasparactus |
|  |              |

|  | Alveusdectes                                               |
|  |                                                            |
|  | Desmatodon                                                 |
|  |                                                            |
|  | \| \| Diadectes \| \| \| \| \| \| Diasparactus \| \| \| \| |
|  |                                                            |
|  | Diadectes                                                  |
|  |                                                            |
|  | Diasparactus                                               |
|  |                                                            |

|  | Diadectes    |
|  |              |
|  | Diasparactus |
|  |              |

|  | Alveusdectes                                               |
|  |                                                            |
|  | Desmatodon                                                 |
|  |                                                            |
|  | \| \| Diadectes \| \| \| \| \| \| Diasparactus \| \| \| \| |
|  |                                                            |
|  | Diadectes                                                  |
|  |                                                            |
|  | Diasparactus                                               |
|  |                                                            |

|  | Diadectes    |
|  |              |
|  | Diasparactus |
|  |              |

|  | Alveusdectes                                               |
|  |                                                            |
|  | Desmatodon                                                 |
|  |                                                            |
|  | \| \| Diadectes \| \| \| \| \| \| Diasparactus \| \| \| \| |
|  |                                                            |
|  | Diadectes                                                  |
|  |                                                            |
|  | Diasparactus                                               |
|  |                                                            |

|  | Diadectes    |
|  |              |
|  | Diasparactus |
|  |              |

|  | Alveusdectes                                               |
|  |                                                            |
|  | Desmatodon                                                 |
|  |                                                            |
|  | \| \| Diadectes \| \| \| \| \| \| Diasparactus \| \| \| \| |
|  |                                                            |
|  | Diadectes                                                  |
|  |                                                            |
|  | Diasparactus                                               |
|  |                                                            |

|  | Diadectes    |
|  |              |
|  | Diasparactus |
|  |              |

|  | Alveusdectes                                               |
|  |                                                            |
|  | Desmatodon                                                 |
|  |                                                            |
|  | \| \| Diadectes \| \| \| \| \| \| Diasparactus \| \| \| \| |
|  |                                                            |
|  | Diadectes                                                  |
|  |                                                            |
|  | Diasparactus                                               |
|  |                                                            |

|  | Diadectes    |
|  |              |
|  | Diasparactus |
|  |              |

|  | Alveusdectes                                               |
|  |                                                            |
|  | Desmatodon                                                 |
|  |                                                            |
|  | \| \| Diadectes \| \| \| \| \| \| Diasparactus \| \| \| \| |
|  |                                                            |
|  | Diadectes                                                  |
|  |                                                            |
|  | Diasparactus                                               |
|  |                                                            |

|  | Diadectes    |
|  |              |
|  | Diasparactus |
|  |              |

|  | Alveusdectes                                               |
|  |                                                            |
|  | Desmatodon                                                 |
|  |                                                            |
|  | \| \| Diadectes \| \| \| \| \| \| Diasparactus \| \| \| \| |
|  |                                                            |
|  | Diadectes                                                  |
|  |                                                            |
|  | Diasparactus                                               |
|  |                                                            |

|  | Diadectes    |
|  |              |
|  | Diasparactus |
|  |              |

|  | Alveusdectes                                               |
|  |                                                            |
|  | Desmatodon                                                 |
|  |                                                            |
|  | \| \| Diadectes \| \| \| \| \| \| Diasparactus \| \| \| \| |
|  |                                                            |
|  | Diadectes                                                  |
|  |                                                            |
|  | Diasparactus                                               |
|  |                                                            |

|  | Diadectes    |
|  |              |
|  | Diasparactus |
|  |              |

|  | Alveusdectes                                               |
|  |                                                            |
|  | Desmatodon                                                 |
|  |                                                            |
|  | \| \| Diadectes \| \| \| \| \| \| Diasparactus \| \| \| \| |
|  |                                                            |
|  | Diadectes                                                  |
|  |                                                            |
|  | Diasparactus                                               |
|  |                                                            |

|  | Diadectes    |
|  |              |
|  | Diasparactus |
|  |              |

|  | Alveusdectes                                               |
|  |                                                            |
|  | Desmatodon                                                 |
|  |                                                            |
|  | \| \| Diadectes \| \| \| \| \| \| Diasparactus \| \| \| \| |
|  |                                                            |
|  | Diadectes                                                  |
|  |                                                            |
|  | Diasparactus                                               |
|  |                                                            |

|  | Diadectes    |
|  |              |
|  | Diasparactus |
|  |              |

## Significato dei fossili
Alveusdectes è il più recente diadectide noto (più recente di 16 milioni di anni rispetto agli altri diadectidi) ed è anche l'unico diadectide proveniente dall'Asia. Probabilmente, rappresenta una linea evolutiva sopravvissuta di diadectidi che si è diffusa verso est dalla Laurasia occidentale (le odierne Nordamerica ed Europa) per arrivare nel nord della Cina. I diadectidi sono altrimenti assenti dalla Laurasia orientale (ciò può riflettere la loro bassa diversità). I diadectidi apparvero nel tardo Carbonifero e sono stati i primi animali ad occupare la nicchia ecologica dei grandi erbivori, ciò permise loro di andare incontro a una rapida radiazione evolutiva nel Permiano inferiore. Entro la fine del Permiano, molti altri gruppi di tetrapodi avevano occupato quella nicchia, e una maggiore concorrenza tra gli erbivori probabilmente portò all'estinzione dei diadectidi. Alveusdectes potrebbe essere stato in grado di sopravvivere poiché la fauna della Cina settentrionale sembrerebbe essere stata isolata da altre faune laurasiatiche durante il tardo Permiano, il che significa che un minor numero di erbivori erano in competizione per lo stesso spazio ecologico.